# سكان ليتوانيا

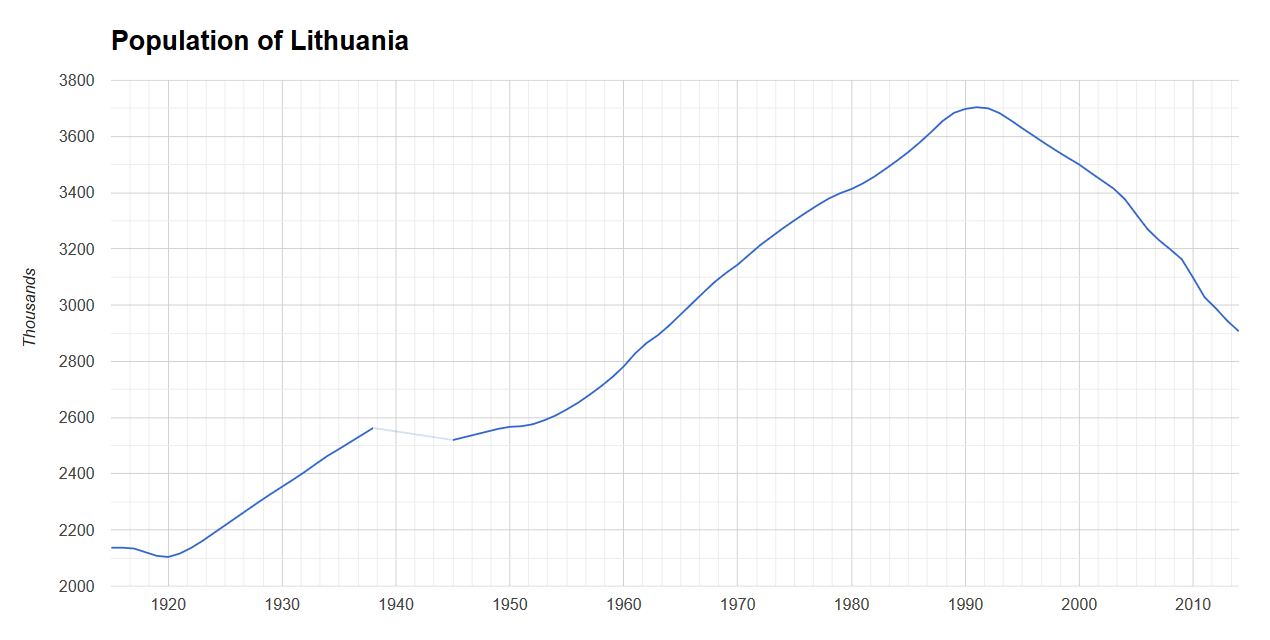

هذه المقالة هو عن ملامح الديموغرافي للسكان ليتوانيا، بما في ذلك الكثافة السكانية، والعرق، ومستوى التعليم، والصحة، والوضع الاقتصادي، والانتماءات الدينية.